# Profiling Paris/Episodenliste
Diese Episodenliste enthält alle Episoden der französischen Krimiserie Profiling Paris, sortiert nach der französischen Erstausstrahlung. Die Fernsehserie umfasst derzeit zehn Staffeln mit 102 Episoden.

## Übersicht
| Staffel | Episodenanzahl | Erstausstrahlung Frankreich | Erstausstrahlung Frankreich | Deutschsprachige Erstausstrahlung | Deutschsprachige Erstausstrahlung |
| Staffel | Episodenanzahl | Staffelpremiere             | Staffelfinale               | Staffelpremiere                   | Staffelfinale                     |
| ------- | -------------- | --------------------------- | --------------------------- | --------------------------------- | --------------------------------- |
| 1       | 6              | 23. April 2009              | 7. Mai 2009                 | 12. Februar 2015                  | 19. März 2015                     |
| 2       | 12             | 27. Mai 2010                | 2. Dezember 2010            | 26. März 2015                     | 18. Juni 2015                     |
| 3       | 12             | 15. März 2012               | 19. April 2012              | 25. Juni 2015                     | 10. September 2015                |
| 4       | 12             | 5. September 2013           | 10. Oktober 2013            | 17. September 2015                | 10. Dezember 2015                 |
| 5       | 12             | 16. Oktober 2014            | 4. Dezember 2014            | 4. Februar 2016                   | 19. April 2016                    |
| 6       | 10             | 5. November 2015            | 3. Dezember 2015            | 19. Juli 2016                     | 20. September 2016                |
| 7       | 10             | 20. Oktober 2016            | 8. Dezember 2016            | 2. April 2017                     | 4. Juni 2017                      |
| 8       | 10             | 7. September 2017           | 3. Oktober 2017             | 25. März 2018                     | 27. Mai 2018                      |
| 9       | 10             | 1. Dezember 2018            | 29. Dezember 2018           | 29. April 2019                    | 1. Juli 2019                      |
| 10      | 8              | 12. März 2020               | 27. August 2020             | 26. Oktober 2020                  | 16. November 2020                 |

## Staffel 1
Die Erstausstrahlung der ersten Staffel war vom 23. April bis zum 7. Mai 2009 auf dem französischen Sender TF1 zu sehen. Die deutschsprachige Erstausstrahlung sendete der deutsche Free-TV-Sender Sat.1 vom 12. Februar bis zum 19. März 2015.
| Nr. (ges.) | Nr. (St.) | Deutscher Titel           | Originaltitel      | Erstausstrahlung Frankreich | Deutschsprachige Erstausstrahlung (D) | Regie       | Drehbuch                                           | Zuschauer (Frankreich) | Quoten (Deutschland) |
| ---------- | --------- | ------------------------- | ------------------ | --------------------------- | ------------------------------------- | ----------- | -------------------------------------------------- | ---------------------- | -------------------- |
| 1          | 1         | Ein unschlagbares Team    | Moins que rien     | 23. Apr. 2009               | 12. Feb. 2015                         | Éric Summer | Sophie Lebarbier, Fanny Robert u. Mathieu Missoffe | 6,76 Mio.              | 1,46 Mio.            |
| 2          | 2         | Vergiftet                 | Sans rémission     | 23. Apr. 2009               | 19. Feb. 2015                         | Éric Summer | Mathieu Missoffe u. Mathieu Granier                | 6,30 Mio.              | 1,38 Mio.            |
| 3          | 3         | Der verlorene Sohn        | Le fils prodigue   | 30. Apr. 2009               | 26. Feb. 2015                         | Éric Summer | Sophie Lebarbier, Mathieu Missoffe u. Fanny Robert | 5,72 Mio.              | 1,43 Mio.            |
| 4          | 4         | Zerstörung und Vergebung  | Paradis perdu      | 30. Apr. 2009               | 5. März 2015                          | Éric Summer | Robin Barataud u. Jean Reynard                     | 5,44 Mio.              | 1,64 Mio.            |
| 5          | 5         | Besessen                  | Quelqu'un de bien  | 7. Mai 2009                 | 12. März 2015                         | Éric Summer | Fanny Robert                                       | 4,71 Mio.              | 1,25 Mio.            |
| 6          | 6         | Das verschwundene Mädchen | Derrière le masque | 7. Mai 2009                 | 19. März 2015                         | Éric Summer | Fanny Robert u. Mathieu Missoffe                   | 4,94 Mio.              | 1,41 Mio.            |

## Staffel 2
Die Erstausstrahlung der zweiten Staffel war vom 23. April bis zum 2. Dezember 2010 auf dem französischen Sender TF1 zu sehen. Die deutschsprachige Erstausstrahlung sendete der deutsche Free-TV-Sender Sat.1 vom 26. März bis zum 18. Juni 2015.
| Nr. (ges.) | Nr. (St.) | Deutscher Titel                             | Originaltitel             | Erstausstrahlung Frankreich | Deutschsprachige Erstausstrahlung (D) | Regie              | Drehbuch                                            | Zuschauer (Frankreich) | Quoten (Deutschland) |
| ---------- | --------- | ------------------------------------------- | ------------------------- | --------------------------- | ------------------------------------- | ------------------ | --------------------------------------------------- | ---------------------- | -------------------- |
| 7          | 1         | Eine perfekte Familie                       | Passé composé             | 27. Mai 2010                | 26. März 2015                         | Éric Summer        | Stéphane Carrié                                     | 6,72 Mio.              | 1,22 Mio.            |
| 8          | 2         | Suspendiert                                 | Les fils de l'homme       | 27. Mai 2010                | 2. Apr. 2015                          | Éric Summer        | Mathieu Missoffe und Hélène Duchateau               | 6,20 Mio.              | 1,54 Mio.            |
| 9          | 3         | Mutter                                      | Comme sa mère             | 3. Juni 2010                | 9. Apr. 2015                          | Éric Summer        | Florence Rey                                        | 5,80 Mio.              | 1,17 Mio.            |
| 10         | 4         | Die zweite Tote                             | Une vie pour une autre    | 3. Juni 2010                | 16. Apr. 2015                         | Christophe Lamotte | Thomas Perrier                                      | 5,40 Mio.              | 1,46 Mio.            |
| 11         | 5         | Ebenbild                                    | De l'autre côté du miroir | 10. Juni 2010               | 23. Apr. 2015                         | Christophe Lamotte | Mathieu Missoffe                                    | 6,35 Mio.              | 1,33 Mio.            |
| 12         | 6         | Der Preis des Erfolgs                       | Réussir ou mourir         | 10. Juni 2010               | 30. Apr. 2015                         | Christophe Lamotte | Soiliho Bodin und Nicolas Clément                   | 6,10 Mio.              | 1,71 Mio.            |
| 13         | 7         | Wiedergeburt (Alternativtitel: Renaissance) | Renaissance               | 18. Nov. 2010               | 7. Mai 2015                           | Pascal Lahmani     | Hélène Duchateau, Fanny Robert und Sophie Lebarbier | 6,55 Mio.              | 1,48 Mio.            |
| 14         | 8         | Tsunami                                     | Lame de fond              | 18. Nov. 2010               | 21. Mai 2015                          | Pascal Lahmani     | Mathieu Missoffe, Fanny Robert und Sophie Lebarbier | 6,00 Mio.              | 1,43 Mio.            |
| 15         | 9         | Serienmord                                  | L'âge sombre              | 25. Nov. 2010               | 28. Mai 2015                          | Pascal Lahmani     | Stéphane Carrié, Fanny Robert und Sophie Lebarbier  | 6,08 Mio.              | 1,33 Mio.            |
| 16         | 10        | Der tote Zwilling                           | Retour à la terre         | 25. Nov. 2010               | 4. Juni 2015                          | Éric Summer        | Stéphane Carrié, Fanny Robert und Sophie Lebarbier  | 5,60 Mio.              | 1,29 Mio.            |
| 17         | 11        | Du wirst mich lieben                        | Tu m'aimeras              | 2. Dez. 2010                | 11. Juni 2015                         | Éric Summer        | Fanny Robert und Sophie Lebarbier                   | 7,07 Mio.              | 1,18 Mio.            |
| 18         | 12        | Sucht                                       | Addiction                 | 2. Dez. 2010                | 18. Juni 2015                         | Éric Summer        | Mathieu Missoffe, Fanny Robert und Sophie Lebarbier | 6,70 Mio.              | 1,28 Mio.            |

## Staffel 3
Die Erstausstrahlung der dritten Staffel war vom 15. März bis zum 19. April 2012 auf dem französischen Sender TF1 zu sehen. Die deutschsprachige Erstausstrahlung sendete der deutsche Free-TV-Sender Sat.1 vom 25. Juni bis zum 10. September 2015.
| Nr. (ges.) | Nr. (St.) | Deutscher Titel               | Originaltitel               | Erstausstrahlung Frankreich | Deutschsprachige Erstausstrahlung (D) | Regie             | Drehbuch                                            | Zuschauer (Frankreich) | Quoten (Deutschland) |
| ---------- | --------- | ----------------------------- | --------------------------- | --------------------------- | ------------------------------------- | ----------------- | --------------------------------------------------- | ---------------------- | -------------------- |
| 19         | 1         | Die Zeit danach               | Un seul être vous manque    | 15. März 2012               | 25. Juni 2015                         | Alexandre Laurent | Fanny Robert und Sophie Lebarbier                   | 6,09 Mio.              | 1,33 Mio.            |
| 20         | 2         | Die Tote im Wald              | À votre service             | 15. März 2012               | 2. Juli 2015                          | Alexandre Laurent | Hélène Duchateau et Mathieu Missoffe                | 5,10 Mio.              | 1,27 Mio.            |
| 21         | 3         | Der schönste Tag ihres Lebens | Le plus beau jour de sa vie | 22. März 2012               | 9. Juli 2015                          | Alexandre Laurent | Mathieu Missoffe                                    | 6,76 Mio.              | 1,38 Mio.            |
| 22         | 4         | Auf eigene Faust              | Sans relâche                | 22. März 2012               | 16. Juli 2015                         | Alexandre Laurent | Stéphane Carrié und Mathieu Missoffe                | 5,70 Mio.              | 1,25 Mio.            |
| 23         | 5         | Identität                     | Grande sœur                 | 29. März 2012               | 23. Juli 2015                         | Alexandre Laurent | Fanny Robert und Sophie Lebarbier                   | 6,94 Mio.              | 1,32 Mio.            |
| 24         | 6         | Der heimliche Beobachter      | Ma vie sans toi             | 29. März 2012               | 30. Juli 2015                         | Alexandre Laurent | Mathieu Missoffe                                    | 5,85 Mio.              | 1,24 Mio.            |
| 25         | 7         | Flucht vor der Wahrheit       | D'entre les morts           | 5. Apr. 2012                | 6. Aug. 2015                          | Julien Despaux    | Hélène Duchateau                                    | 6,87 Mio.              | 1,16 Mio.            |
| 26         | 8         | Der Wert der Freiheit         | Le prix de la liberté       | 5. Apr. 2012                | 13. Aug. 2015                         | Julien Despaux    | Stéphane Carrié                                     | 6,30 Mio.              | 1,19 Mio.            |
| 27         | 9         | Das Geisterhaus               | Fantômes                    | 12. Apr. 2012               | 20. Aug. 2015                         | Julien Despaux    | Fanny Robert und Sophie Lebarbier                   | 7,19 Mio.              | 0,84 Mio.            |
| 28         | 10        | Gefangen                      | Captive                     | 12. Apr. 2012               | 27. Aug. 2015                         | Julien Despaux    | Mathieu Missoffe                                    | 6,49 Mio.              | 0,61 Mio.            |
| 29         | 11        | Unter Verdacht (1)            | Insoupçonnable - Partie 1   | 19. Apr. 2012               | 3. Sep. 2015                          | Alexandre Laurent | Mathieu Missoffe, Sophie Lebarbier und Fanny Robert | 7,64 Mio.              | 1,44 Mio.            |
| 30         | 12        | Unter Verdacht (2)            | Insoupçonnable - Partie 2   | 19. Apr. 2012               | 10. Sep. 2015                         | Alexandre Laurent | Mathieu Missoffe, Sophie Lebarbier und Fanny Robert | 7,20 Mio.              | 1,21 Mio.            |

## Staffel 4
Die Erstausstrahlung der vierten Staffel war vom 5. September bis zum 10. Oktober 2013 auf dem französischen Sender TF1 zu sehen. Die deutschsprachige Erstausstrahlung sendete der deutsche Free-TV-Sender Sat.1 vom 17. September bis zum 10. Dezember 2015.
| Nr. (ges.) | Nr. (St.) | Deutscher Titel          | Originaltitel       | Erstausstrahlung Frankreich | Deutschsprachige Erstausstrahlung (D) | Regie             | Drehbuch                                            | Zuschauer (Frankreich) | Quoten (Deutschland) |
| ---------- | --------- | ------------------------ | ------------------- | --------------------------- | ------------------------------------- | ----------------- | --------------------------------------------------- | ---------------------- | -------------------- |
| 31         | 1         | Sternschnuppe            | L’étoile filante    | 5. Sep. 2013                | 17. Sep. 2015                         | Julien Despaux    | Fanny Robert und Sophie Lebarbier                   | 6,88 Mio.              | 1,30 Mio.            |
| 32         | 2         | Panik                    | Panique             | 5. Sep. 2013                | 24. Sep. 2015                         | Julien Despaux    | Stéphane Carrié                                     | 6,40 Mio.              | 1,06 Mio.            |
| 33         | 3         | Schicksale               | Destins croisés     | 12. Sep. 2013               | 1. Okt. 2015                          | Alexandre Laurent | Hélène Duchateau                                    | 7,09 Mio.              | 1,24 Mio.            |
| 34         | 4         | Wahre Lügen              | Silence radio       | 12. Sep. 2013               | 8. Okt. 2015                          | Alexandre Laurent | Mathieu Missoffe                                    | 6,60 Mio.              | 1,62 Mio.            |
| 35         | 5         | Vermisste Kinder         | Disparus            | 19. Sep. 2013               | 15. Okt. 2015                         | Julien Despaux    | Fanny Robert und Sophie Lebarbier                   | 6,99 Mio.              | 1,32 Mio.            |
| 36         | 6         | Reinkarnation            | Réminiscences       | 19. Sep. 2013               | 5. Nov. 2015                          | Julien Despaux    | Mathieu Missoffe                                    | 6,00 Mio.              | 0,96 Mio.            |
| 37         | 7         | Nur 57 Stunden           | Juste avant l'oubli | 26. Sep. 2013               | 29. Okt. 2015                         | Julien Despaux    | Mathieu Missoffe                                    | 7,90 Mio.              | 1,27 Mio.            |
| 38         | 8         | Mörderisches Vermächtnis | De père en fils     | 26. Sep. 2013               | 12. Nov. 2015                         | Marwen Abdallah   | Stéphane Carrié                                     | 7,40 Mio.              | 1,34 Mio.            |
| 39         | 9         | Stimmen                  | Possession          | 3. Okt. 2013                | 19. Nov. 2015                         | Julien Despaux    | Sophie Lebarbier, Mathieu Missoffe und Fanny Robert | 7,28 Mio.              | 1,26 Mio.            |
| 40         | 10        | Der Rächer               | La poudre aux yeux  | 3. Okt. 2013                | 26. Nov. 2015                         | Julien Despaux    | Sophie Lebarbier, Mathieu Missoffe und Fanny Robert | 6,30 Mio.              | 1,36 Mio.            |
| 41         | 11        | Video-Killer             | Dans la lumière     | 10. Okt. 2013               | 3. Dez. 2015                          | Alexandre Laurent | Sophie Lebarbier, Mathieu Missoffe und Fanny Robert | 8,04 Mio.              | 1,41 Mio.            |
| 42         | 12        | Aus dem Schatten         | Sortir de l'ombre   | 10. Okt. 2013               | 10. Dez. 2015                         | Alexandre Laurent | Sophie Lebarbier, Mathieu Missoffe und Fanny Robert | 7,22 Mio.              | 1,30 Mio.            |

## Staffel 5
Die Erstausstrahlung der fünften Staffel war vom 30. August bis zum 8. November 2014 auf dem belgischen Sender La Une zu sehen. Auf dem französischen Sender TF1 war die Serie vom 16. Oktober bis zum 4. Dezember 2014 zu sehen. Die deutschsprachige Erstausstrahlung der ersten fünf Folgen der Staffel lief vom 4. Februar bis 3. März 2016 auf Sat.1. Ab der sechsten Folge erfolgte die deutsche Erstausstrahlung vom 8. März bis zum 19. April 2016 auf dem Pay-TV-Sender Sat.1 emotions.
| Nr. (ges.) | Nr. (St.) | Deutscher Titel        | Originaltitel            | Erstausstrahlung Belgien | Deutschsprachige Erstausstrahlung (D) | Regie                   | Drehbuch                                            | Zuschauer (Frankreich) | Quoten (Deutschland) |
| ---------- | --------- | ---------------------- | ------------------------ | ------------------------ | ------------------------------------- | ----------------------- | --------------------------------------------------- | ---------------------- | -------------------- |
| 43         | 1         | Einer für alle         | Un pour tous             | 30. Aug. 2014            | 4. Feb. 2016                          | Julien Despaux          | Sophie Lebarbier, Mathieu Missoffe und Fanny Robert | 7,72 Mio.              | 1,31 Mio.            |
| 44         | 2         | Das Kind               | Poupée russe             | 30. Aug. 2014            | 11. Feb. 2016                         | Julien Despaux          | Julien Teisseire                                    | 6,54 Mio.              | 1,61 Mio.            |
| 45         | 3         | Achtung, Kamera!       | Face caméra              | 6. Sep. 2014             | 18. Feb. 2016                         | Simon Astier            | Sophie Lebarbier, Mathieu Missoffe und Fanny Robert | 7,15 Mio.              | 1,63 Mio.            |
| 46         | 4         | Das Gesetz des Würfels | Sur la liste             | 6. Sep. 2014             | 25. Feb. 2016                         | Vincent Jamain          | Hélène Duchateau und Mathieu Missoffe               | 6,10 Mio.              | 1,51 Mio.            |
| 47         | 5         | Sturm (1)              | Tempêtes - Partie 1      | 13. Sep. 2014            | 3. März 2016                          | Vincent Jamain          | Sophie Lebarbier und Fanny Robert                   | 7,46 Mio.              | 1,49 Mio.            |
| 48         | 6         | Sturm (2)              | Tempêtes - Partie 2      | 13. Sep. 2014            | 8. März 2016                          | Julius Berg             | Sophie Lebarbier und Fanny Robert                   | 6,81 Mio.              | 1,34 Mio.            |
| 49         | 7         | Jungbrunnen            | Les prédateurs           | 20. Sep. 2014            | 15. März 2016                         | Franck Allera           | Hélène Duchateau, Sophie Lebarbier und Fanny Robert | 7,49 Mio.              | 1,18 Mio.            |
| 50         | 8         | Das andere Ich         | Entre deux               | 20. Sep. 2014            | 22. März 2016                         | Jean-Christophe Delpias | Sophie Lebarbier und Fanny Robert                   | 6,66 Mio.              | 1,33 Mio.            |
| 51         | 9         | Hexenjagd              | Au nom de mon fils       | 27. Sep. 2014            | 29. März 2016                         | Vincent Jamain          | Stéphane Carrié                                     | 7,42 Mio.              | 1,45 Mio.            |
| 52         | 10        | Blut und Masken        | Jusqu'au bout de la nuit | 27. Sep. 2014            | 5. Apr. 2016                          | Alexandre Laurent       | Fanny Robert und Sophie Lebarbier                   | 6,90 Mio.              | 1,30 Mio.            |
| 53         | 11        | Für immer              | Pour toujours            | 8. Nov. 2014             | 12. Apr. 2016                         | Alexandre Laurent       | Sophie Lebarbier, Fanny Robert und Julien Teisseire | 7,95 Mio.              | 1,53 Mio.            |
| 54         | 12        | … und ewig!            | À jamais                 | 8. Nov. 2014             | 19. Apr. 2016                         | Alexandre Laurent       | Sophie Lebarbier, Fanny Robert und Julien Teisseire | 7,12 Mio.              | 1,40 Mio.            |

## Staffel 6
Die Erstausstrahlung der sechsten Staffel war vom 31. Oktober bis zum 28. November 2015 auf dem belgischen Sender La Une zu sehen. Auf dem französischen Sender TF1 war sie vom 5. November bis zum 3. Dezember 2015 zu sehen. Die deutschsprachige Erstausstrahlung erfolgte vom 19. Juli bis zum 20. September 2016 auf dem deutschen Pay-TV-Sender Sat.1 emotions.
| Nr. (ges.) | Nr. (St.) | Deutscher Titel  | Originaltitel | Erstausstrahlung Belgien | Deutschsprachige Erstausstrahlung (D) | Regie            | Drehbuch                                                         | Zuschauer (Frankreich) | Quoten (Deutschland) |
| ---------- | --------- | ---------------- | ------------- | ------------------------ | ------------------------------------- | ---------------- | ---------------------------------------------------------------- | ---------------------- | -------------------- |
| 55         | 1         | Unverzeihlich    | Impardonnable | 31. Okt. 2015            | 19. Juli 2016                         | Vincent Jamain   | Sophie Lebarbier und Fanny Robert                                | 7,03 Mio.              | 0,96 Mio.            |
| 56         | 2         | Der zweite Sohn  | Viscéral      | 31. Okt. 2015            | 26. Juli 2016                         | Vincent Jamain   | Hélène Duchateau, Sophie Lebarbier und Fanny Robert              | 6,29 Mio.              | 1,05 Mio.            |
| 57         | 3         | Rabeneltern      | Maîtresse     | 7. Nov. 2015             | 2. Aug. 2016                          | Chris Briant     | José Caltagirone, Sophie Lebarbier und Fanny Robert              | 7,39 Mio.              | 1,32 Mio.            |
| 58         | 4         | Auf der Jagd     | La chasse     | 7. Nov. 2015             | 9. Aug. 2016                          | Simon Astier     | Elise Trinh, Julien Teisseire, Sophie Lebarbier und Fanny Robert | 6,51 Mio.              | 1,14 Mio.            |
| 59         | 5         | Schicksalsopfer  | Sacrifiées    | 14. Nov. 2015            | 16. Aug. 2016                         | Vincent Jamain   | Fanny Robert und Sophie Lebarbier                                | 7,00 Mio.              | 0,94 Mio.            |
| 60         | 6         | Weiße Magie      | Démoniaque    | 14. Nov. 2015            | 23. Aug. 2016                         | Vincent Jamain   | Hélène Duchateau                                                 | 5,98 Mio.              | 1,08 Mio.            |
| 61         | 7         | Der Blumenmörder | Résiliences   | 21. Nov. 2015            | 30. Aug. 2016                         | Christian Briant | Julien Teisseire                                                 | 7,09 Mio.              | 0,91 Mio.            |
| 62         | 8         | Ufos über Paris  | OVNI          | 21. Nov. 2015            | 6. Sep. 2016                          | Simon Astier     | Maxime Berthemy                                                  | 6,01 Mio.              | 1,04 Mio.            |
| 63         | 9         | Die Puppenfrau   | Les poupées   | 28. Nov. 2015            | 13. Sep. 2016                         | Christian Briant | Geoffrey Bidaut                                                  | 6,85 Mio.              | 1,02 Mio.            |
| 64         | 10        | Alice            | Alice         | 28. Nov. 2015            | 20. Sep. 2016                         | Karim Ouaret     | Fanny Robert und Sophie Lebarbier                                | 7,03 Mio.              | 1,07 Mio.            |

## Staffel 7
Die Erstausstrahlung der siebten Staffel war vom 15. Oktober bis zum 19. November 2016 auf dem belgischen Sender La Une zu sehen. Auf dem französischen Sender TF1 war sie vom 20. Oktober bis zum 8. Dezember 2016 zu sehen. Die deutschsprachige Erstausstrahlung erfolgte vom 2. April bis zum 4. Juni 2017 auf dem deutschen Pay-TV-Sender Sat.1 emotions.
| Nr. (ges.) | Nr. (St.) | Deutscher Titel        | Originaltitel         | Erstausstrahlung Belgien | Deutschsprachige Erstausstrahlung (D) | Regie                                | Drehbuch                                                                | Zuschauer (Frankreich) | Quoten (Deutschland) |
| ---------- | --------- | ---------------------- | --------------------- | ------------------------ | ------------------------------------- | ------------------------------------ | ----------------------------------------------------------------------- | ---------------------- | -------------------- |
| 65         | 1         | Camille                | Les adieux - Partie 1 | 15. Okt. 2016            | 2. Apr. 2017                          | Alexandre Laurent                    | Maxime Berthemy, Sophie Lebarbier, Fanny Robert und Julien Teisseire    | 6,61 Mio.              | 1,07 Mio.            |
| 66         | 2         | Abschied               | Les adieux - Partie 2 | 15. Okt. 2016            | 9. Apr. 2017                          | Alexandre Laurent                    | Maxime Berthemy, Sophie Lebarbier, Fanny Robert und Julien Teisseire    | 6,13 Mio.              | 0,81 Mio.            |
| 67         | 3         | In der Tiefe           | Eaux troubles         | 22. Okt. 2016            | 16. Apr. 2017                         | Alexandre Laurent                    | Fanny Robert, Sophie Lebarbier und Hélène Duchateau                     | 5,61 Mio.              | 1,03 Mio.            |
| 68         | 4         | Halloween              | Halloween             | 22. Okt. 2016            | 23. Apr. 2017                         | Alexandre Laurent                    | Maxime Berthemy, Sophie Lebarbier und Fanny Robert                      | 4,28 Mio.              | 1,07 Mio.            |
| 69         | 5         | Rückkehr               | Le retour             | 29. Okt. 2016            | 30. Apr. 2017                         | Christian Briant und Floriane Crépin | Geoffrey Bidaut, Fanny Robert und Sophie Lebarbier                      | 5,77 Mio.              | 0,50 Mio.            |
| 70         | 6         | Anonyme Briefe         | Le Corbeau            | 29. Okt. 2016            | 7. Mai 2017                           | Vincent Jamain                       | Fanny Robert und Sophie Lebarbier                                       | 4,86 Mio.              | 0,65 Mio.            |
| 71         | 7         | Von ganzem Herzen Dein | De tout mon coeur     | 5. Nov. 2016             | 14. Mai 2017                          | Vincent Jamain                       | Anne Rambach, Marine Rambach, Fanny Robert und Sophie Lebarbier         | 5,78 Mio.              | 0,87 Mio.            |
| 72         | 8         | Der Fluch der Mumie    | La momie              | 12. Nov. 2016            | 21. Mai 2017                          | Simon Astier                         | Geoffrey Bidaut, Fanny Robert und Sophie Lebarbier                      | 4,52 Mio.              | 0,94 Mio.            |
| 73         | 9         | Der böse Zwilling      | Les Élus - Partie 1   | 19. Nov. 2016            | 28. Mai 2017                          | Vincent Jamain                       | Thomas Finkielkraut, Maxime Berthemy, Sophie Lebarbier und Fanny Robert | 5,72 Mio.              | —                    |
| 74         | 10        | Die Auserwählten       | Les Élus - Partie 2   | 19. Nov. 2016            | 4. Juni 2017                          | Vincent Jamain                       | Thomas Finkielkraut, Maxime Berthemy, Sophie Lebarbier und Fanny Robert | 5,14 Mio.              | 0,87 Mio.            |

## Staffel 8
Die Erstausstrahlung der achten Staffel war vom 5. September bis zum 3. Oktober 2017 auf dem belgischen Sender RTBF zu sehen. Auf dem französischen Sender TF1war sie vom 7. September bis zum 5. Oktober 2017 zu sehen. Die deutschsprachige Erstausstrahlung erfolgt ab dem 26. März 2018 auf dem deutschen Pay-TV-Sender Sat.1 emotions.
| Nr. (ges.) | Nr. (St.) | Deutscher Titel               | Originaltitel                | Erstausstrahlung Belgien | Deutschsprachige Erstausstrahlung (D) | Regie                            | Drehbuch | Zuschauer (Frankreich) | Quoten (Deutschland) |
| ---------- | --------- | ----------------------------- | ---------------------------- | ------------------------ | ------------------------------------- | -------------------------------- | --- | ---------------------- | -------------------- |
| 75         | 1         | Geister der Vergangenheit (1) | Le Prisonnier – Partie 1     | 5. Okt. 2017             | 26. März 2018                         | Chris Briant                     | Maxime Berthemy und Marine Maugrain-Legagneur                                                                          | —                      | —                    |
| 76         | 2         | Spiel mit dem Teufel (2)      | Le Prisonnier – Partie 2     | 9. Sep. 2017             | 1. Apr. 2018                          | Chris Briant                     | Maxime Berthemy und Marine Maugrain-Legagneur                                                                          | —                      | —                    |
| 77         | 3         | In vino veritas (1)           | Les Héritiers – Partie 1     | 14. Sep. 2017            | 8. Apr. 2018                          | Chris Briant und Fouad Benhammou | Maxime Berthemy, Marine Maugrain-Legagneur, Fanny Robert, Sophie Lebarbier, Julien Anscutter und Laure Bourdon-Zarader | —                      | —                    |
| 78         | 4         | Familiengeheimnisse (2)       | Les Héritiers – Partie 2     | 14. Sep. 2017            | 14. Apr. 2018                         | Chris Briant und Fouad Benhammou | Maxime Berthemy, Marine Maugrain-Legagneur, Fanny Robert und Sophie Lebarbier                                          | —                      | —                    |
| 79         | 5         | Der Feind in deinem Kopf      | Mère patrie                  | 21. Sep. 2017            | 22. Apr. 2018                         | Elsa Bennett und Hippolyte Dard  | Marine Maugrain-Legagneur, Julien Anscutter, Maxime Berthemy, Fanny Robert und Sophie Lebarbier                        | —                      | —                    |
| 80         | 6         | Geopfert                      | De chair et d’os             | 21. Sep. 2017            | —                                     | Simon Astier                     | Julien Anscutter, Maxime Berthemy, Marine Maugrain-Legagneur, Laure Bourdon-Zarader, Sophie Lebarbier und Fanny Robert | —                      | —                    |
| 81         | 7         | Ein Leben voller Lügen (1)    | Intime conviction – Partie 1 | 28. Sep. 2017            | —                                     | Vincent Jamain                   | Maxime Berthemy, Fanny Robert und Sophie Lebarbier                                                                     | —                      | —                    |
| 82         | 8         | Recht und Unrecht (2)         | Intime conviction – Partie 2 | 28. Sep. 2017            | —                                     | Vincent Jamain                   | Maxime Berthemy, Fanny Robert und Sophie Lebarbier                                                                     | —                      | —                    |
| 83         | 9         | Verbrannt                     | Burn out                     | 3. Okt. 2017             | —                                     | Sébastien Cirade                 | Julien Anscutter und Maxime Berthemy                                                                                   | —                      | —                    |
| 84         | 10        | In der Falle                  | Vertiges                     | 3. Okt. 2017             | —                                     | Julien Despaux                   | Julien Anscutter und Maxime Berthemy                                                                                   | —                      | —                    |